# إلديلوماب
إلديلوماب هو جسم مضاد وحيد النسيلة طورته بريستول مايرز سكويب لعلاج داء كرون والتهاب القولون التقرحي.